# Soloviev D-30
Le Soloviev D-30 est un turboréacteur à double corps et double flux et faible taux de dilution d'origine soviétique.
Une version supersonique avec postcombustion, le D-30F6, est utilisée par l'intercepteur Mikoyan-Gourevitch MiG-31, alors que les versions sans postcombustion D-30KP et D-30KU sont utilisées par les avions de ligne Iliouchine Il-62M et Tupolev Tu-154M, ainsi que par les avions-cargos lourds Il-76MD et TD.

## Conception et développement

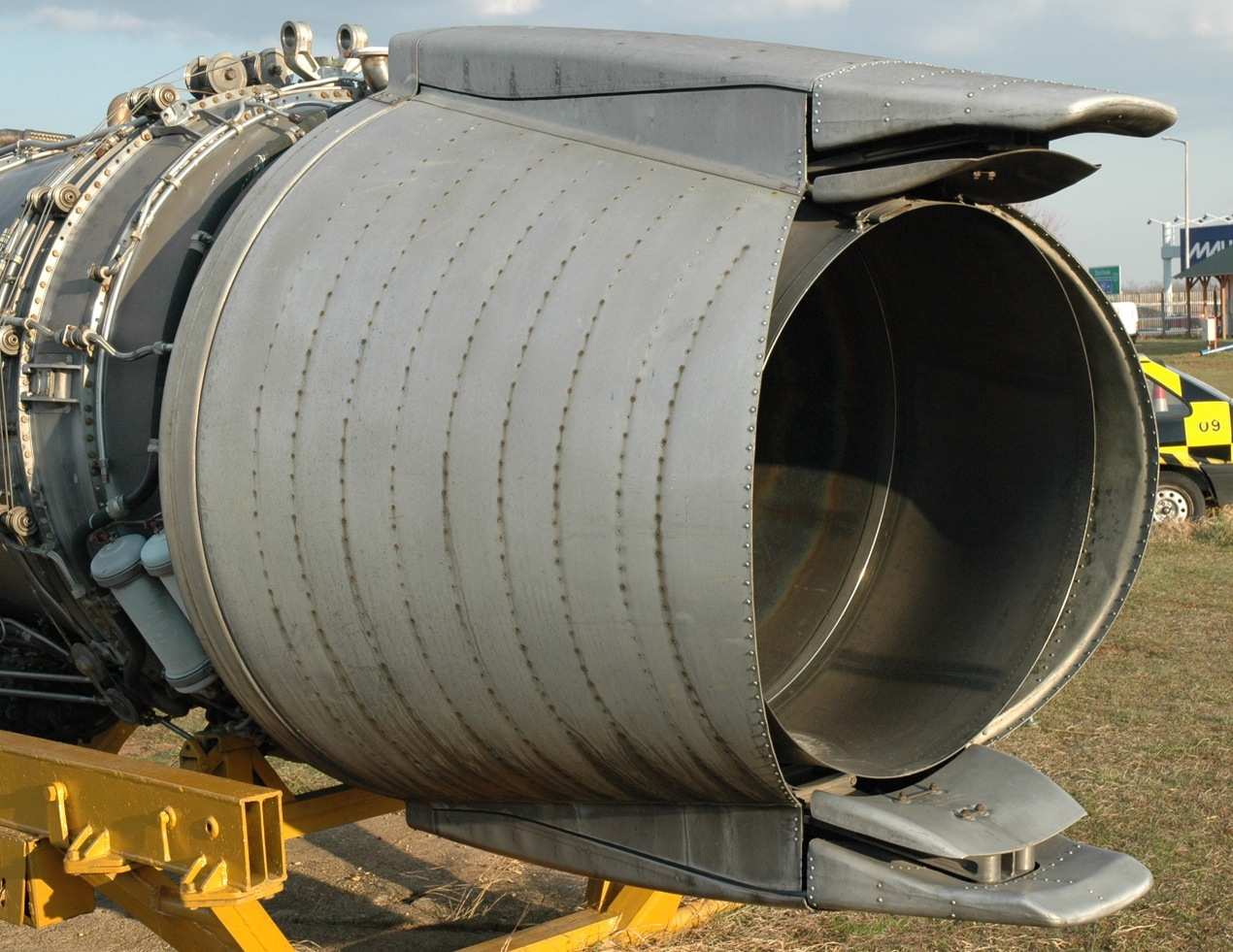
Détail de l'inverseur du poussée d'un D-30KU-154, version commerciale sans postcombustion utilisée par le Tupolev Tu-154.

La conception de ce moteur commença en 1963, pour propulser l'avion de ligne Tupolev Tu-134, et la production des premiers exemplaires débuta en septembre 1967, par la compagnie motoriste Perm (en russe : « Пермский моторный завод »), à l'usine de Rybinsk. La production des moteurs de la deuxième série, dotés d'inverseurs de poussée, commença en 1970, et ceux de la troisième série, dotés d'un 5e étage de turbine basse pression, débutèrent leur carrière opérationnelle en 1982. Ces versions civiles, KP et KU, sont dépourvues de postcombustion.
Au milieu des années 1970, l'Union Soviétique commença à effectuer des recherches concernant un intercepteur à grande vitesse, pouvant suppléer puis remplacer le MiG-25. Le MiG-25 possédait deux énormes et puissants turboréacteurs Toumanski R-15, lui permettant d'atteindre la vitesse de Mach 3,0 à haute altitude, mais leur problème était leurs piètres performances à basse altitude, qui ne lui permettaient même pas de franchir le mur du son. D'autres problèmes plus pointus venaient du fait que ces moteurs avaient tendance à casser lorsqu'ils étaient maintenus à pleine puissance à haute vitesse. Un nouveau moteur, cette fois un turboréacteur à double flux à faible taux de dilution, était alors nécessaire pour propulser le nouvel intercepteur. Le bureau Mikoyan-Gourevitch contacta le bureau de conception OKB-19 (désormais intégré à Aviadvigatel) pour construire un tel moteur, l'avion devant l'emporter recevant la désignation officielle de MiG-31.
Aviadvigatel présenta alors le turboréacteur D-30F6. Capable de générer une poussée de 93 kN à sec et 152 kN avec PC (plus de 15 tonnes !), le nouveau moteur donnait au nouvel avion une vitesse maximale de plus de 3 000 km/h, et une masse maximale au décollage de 45 800 kg. Ces moteurs puissants permettaient également enfin à cet avion lourd et complexe d'atteindre des vitesses supersoniques à des altitudes inférieures à 1 500 m.
En 2011, on dénombrait 8 000 exemplaires de ce moteur vendus dans le monde, pour une durée de fonctionnement cumulée de 30 891 800 heures. Le temps moyen entre entretiens majeurs était de 57 003 heures, ce qui est 9,5 fois plus élevé que le ratio standard (6 000 heures).

## Versions

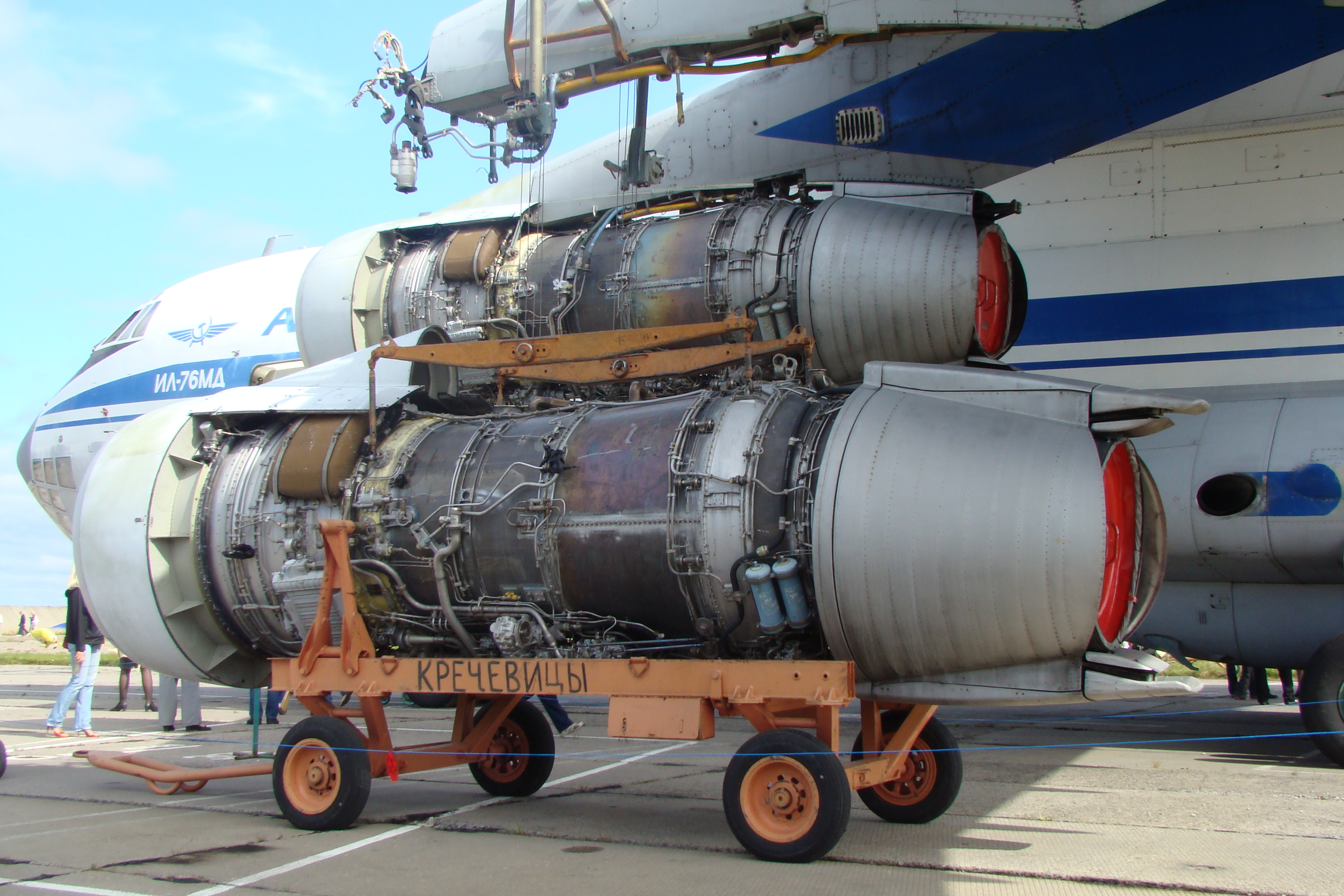
Les moteurs D-30KP « Série II » d'un Iliouchine Il-76MD, sortis de leurs nacelles.

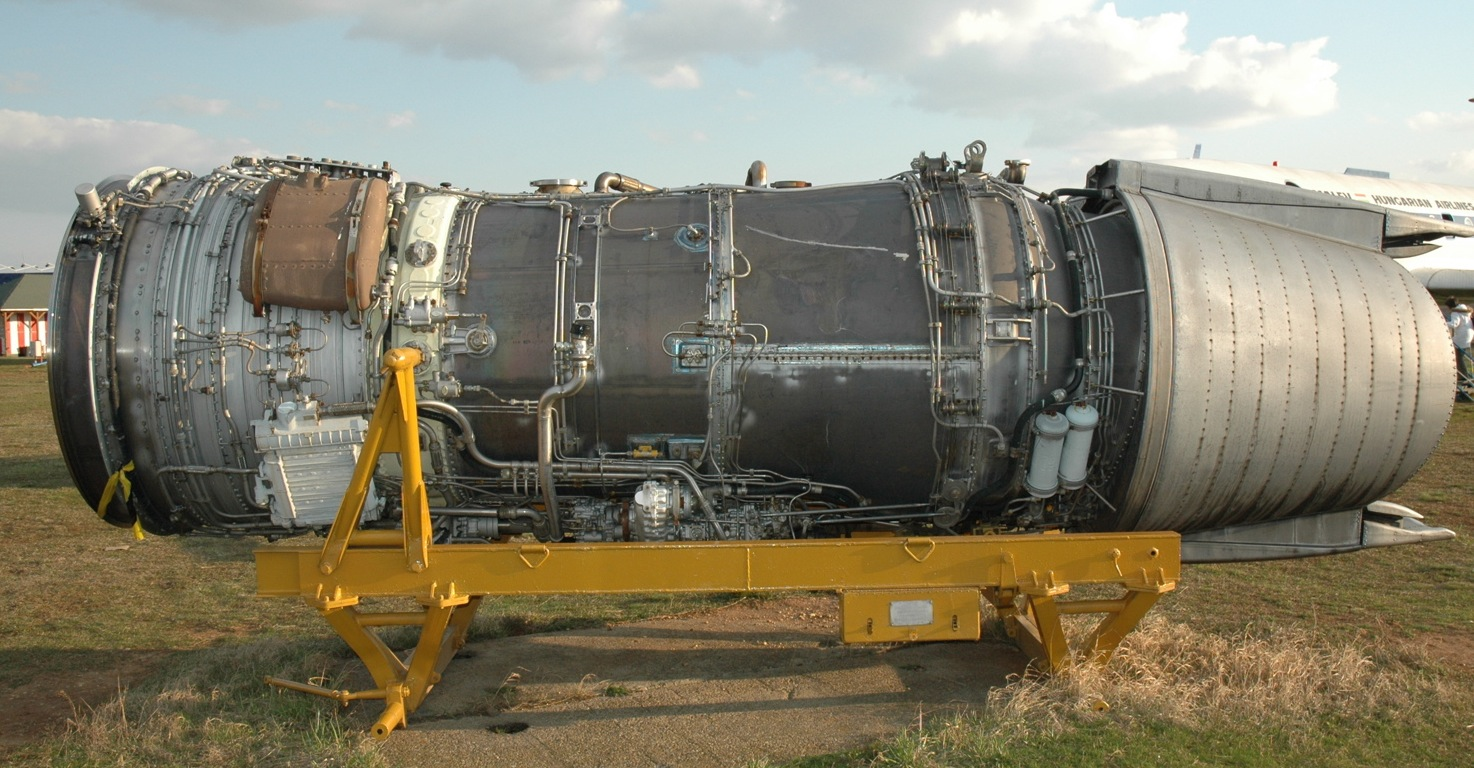
Un D-30KU-154, exposé à Budapest.

- D-30 (SS-30) : Version initiale, équipant le Tupolev Tu-134. Elle a été mise à jour de nombreuses fois, sans pour autant changer de désignation. On parle de « série I », « série II » ou « série III », la dernière étant entrée en service en 1982. La série I équipait le Tu-134, la série II équipe le Tu-134A, et la série III les Tu-134A-3 et B-3 ;
- D-30-10V et D-30B-12 : Versions pour l'avion de reconnaissance à haute altitude Miassichtchev M-55 ;
- D-30B : Turbomoteur pour le projet d'hélicoptère Mil Mi-12 ;
- D-30KP : Version pour l'Iliouchine Il-76 et ses dérivés A-50 et Il-78. Il est doté d'un inverseur de poussée et de guides d'entrée d'air à pas variable, diminuant les risques de pompage de son compresseur à basses vitesses :
  - D-30KP-2 , D-30KP-L ;
  - WS-18 : Copie chinoise du D-30KP-2, utilisée sur les Xian H-6K et Y-20 Kunpeng[4]. En 2016 une importante commande de D-30KP2 a été effectuée par la Chine[5] ;
  - D-30KP « Burlak » (Бурлак) : Version profondément modernisée au cours des années 2000. Elle dispose d'une nouvelle soufflante, augmentant de 1,5 fois le taux de dilution, produit 10 kN de poussée supplémentaire et consomme 11 % de carburant en moins. Il répond à la norme numéro 4 d'émissions de l'OACI[6].
- D-30KPV : Version équipant l'A-40 Albatros ;
- D-30KU : Version produisant une poussée de 112,78 kN, utilisée par le Tupolev Tu-154 et d'Iliouchine Il-62M :
  - D-30KU-154 : Version pour le Tupolev Tu-154. Sa fiabilité a été augmentée en ramenant sa poussée maximale à 107,87 kN. Elle a été développée en 2003 pour une réduction des émissions polluantes, avec une nouvelle chambre de combustion réduisant également le bruit. Le moteur D-30KU-154 série III a augmenté ses intervalles entre maintenances majeures de 800 heures, en réduisant la température de sa turbine de 20 K par rapport à celle du D-30KU-154 série II. Les intervalles entre maintenance sont de 3 000 heures (1 386 cycles), et sa durée de vie est de 15 000 heures (7 000 cycles)[7] ;
- D-30F-6 : Version dotée d'une postcombustion pour l'intercepteur à grande vitesse MiG-31.

## Applications
Le D-30 est employé par de nombreux appareils de ligne russes, chinois ou d'Europe de l'est, ainsi que des avions de transport militaires, tel le Xian Y-20, ajouté dans les rangs de la flotte militaire chinoise en juillet 2016.
Ces moteurs massifs n'ont toutefois été employés que par deux avions de chasse : Le MiG-31 et l'avion expérimental manœuvrable à aile en flèche inversée Soukhoï Su-47 Berkut.
- Tupolev Tu-134
- Miassichtchev M-55
- Iliouchine Il-76
- Iliouchine A-50
- Iliouchine Il-78
- Xian H-6K
- Xian Y-20 Kunpeng
- Tupolev Tu-154M
- Iliouchine Il-62M
- Mikoyan-Gourevitch MiG-31
- Soukhoï Su-47 Berkut